# Valliguières
Valliguières ist eine französische Gemeinde mit 652 Einwohnern (Stand 1. Januar 2022) im Département Gard der Region Okzitanien.

## Geografie
Die Gemeinde liegt acht Kilometer von Remoulins und 20 Kilometer von Bagnols-sur-Cèze entfernt.

## Geschichte
Aufgrund seiner Lage war Valliguières immer eine wichtige Station für Reisende. Zwei Markierungssteine der Römerstraße Nîmes-Pont-Saint-Esprit sind in einer Herberge erhalten. In den Weilern Gassargues und Andézon fanden sich Überreste römischer Villen. Zwischen dem 9. und dem 12. Jahrhundert verlagerte sich das Dorf von der Ebene in die Hügel. Der Name leitet sich von Valle Aqua, Tal des Wassers, ab. 1392, während des Hundertjährigen Krieges, wurden um das Dorf Schutzmauern errichtet. 1702 war das Dorf vom Kamisardenaufstand, 1720 von der Pest betroffen.

### Bevölkerungsentwicklung
| Jahr      | 1962 | 1968 | 1975 | 1982 | 1990 | 1999 | 2008 | 2017 |
| Einwohner | 141  | 180  | 206  | 276  | 313  | 371  | 483  | 584  |

## Kultur und Sehenswürdigkeiten
- Kirche (1616 bis 1870 erbaut)
- Kapelle Saint-Pierre (an der Stelle eines ehem. römischen Oppidums)
- Alte Burg
- Brunnen aus dem Jahr 1821
- Lavoir aus dem Jahr 1822[1]